# Synothele longbottomi
Synothele longbottomi là một loài nhện trong họ Barychelidae. Loài này phân bố ờ Tây Úc.